# Peniocereus papillosus
Peniocereus papillosus là một loài thực vật có hoa trong họ Cactaceae. Loài này được (Britton & Rose) U. Guzmán mô tả khoa học đầu tiên năm 2003.